# Velikaja
De Velikaja (Russisch: Вели́кая, Estisch: Velikaja jõgi of Pihkva Emajõgi, Võro Pihkva Imäjõgi, Lets: Mudava)is een rivier in het noordwesten van Rusland, in de oblast Pskov, die ontstaat in de hooglanden van het zuiden van deze oblast, en uitmondt in het Peipusmeer, op de grens met Estland. De Velikaja is ongeveer 430 kilometer lang en stroomt door de volgende plaatsen: Opotsjka, Ostrov en Pskov, waarvan Pskov de belangrijkste is.